# Otto Antscherl
Otto Antscherl (geboren 8. Juni 1895 in Prag, Österreich-Ungarn; gestorben September 1942 in Riga) war ein tschechoslowakischer Wissenschaftler jüdischer Herkunft. Er beschäftigte sich mit der 
romanischen Philologie und Literaturwissenschaft deutscher Sprache. Er war KZ-Häftling und wurde Opfer des Holocaust.

## Leben und Werk
Antscherl studierte Romanistik und Anglistik an der Karls-Universität in Prag und war als Mittelschullehrer tätig. 1927 wurde er von Erhard Preißig promoviert und nahm einen Lehrauftrag an der Universität wahr. Versuche, sich zu habilitieren, scheiterten 1929 und 1938. Mit Einrichtung des Protektorats Böhmen und Mähren verlor er im März 1939 wegen seiner jüdischen Abstammung die berufliche Lebensgrundlage. Er wurde am 3. August 1942 in das KZ Theresienstadt und am 20. August in das Ghetto Riga deportiert. Dort starb er im September. Der genaue Todestag ist nicht bekannt.

## Werke (Auswahl)
- J. B. de Almeida Garrett und seine Beziehungen zur Romantik. Carl Winter, Heidelberg 1927. (Dissertation)
- Marinnes Rot, Walpurgis, Goethe und die Musik, J.B. bei Almeida Garrett, Geschichte unserer Musikinstrumente. In: Euphorion 29, 1928, S. 621–639.
- Stendhals Kunstlehre und die „Histoire de la Peinture en Italie“. In: Zeitschrift für französische Sprache und Literatur 58, 1934, S. 200–231.
- Zum dramatischen Werk von Gide. In: Archiv für das Studium der neueren Sprachen und Literaturen 167, 1935, S. 223–244.
- Vorwort zu: Kohn Architect. Last Year Projects. Selbstverlag, Quito 1939.